# Charlottenlund, Ystads kommun
Skånes Charlottenlund var en järnvägsstation i Balkåkra socken, idag i Ystads kommun, som låg strax norr om dåtidens tätort Svarte.
Charlottenlunds station invigdes 1874 som en av Malmö–Ystads Järnvägs tio ursprungliga mellanstationer, som var byggda vid de säterier som bekostat banan. Stationen hamnade en dryg kilometer öster om Charlottenlunds slott. Mellan åren 1901 och 1919 anslöt även Ystad–Skivarps Järnväg.
1955 anslöts Ystadbanan till Malmö C istället för Malmö V. Stationens namn byttes till Skånes Charlottenlund 1958, den blev hållplats 1967 och ersattes 1968 av en hållplats inne i tätorten Svarte.
Stationshuset är numera privatbostad.